# Gardiner Expressway

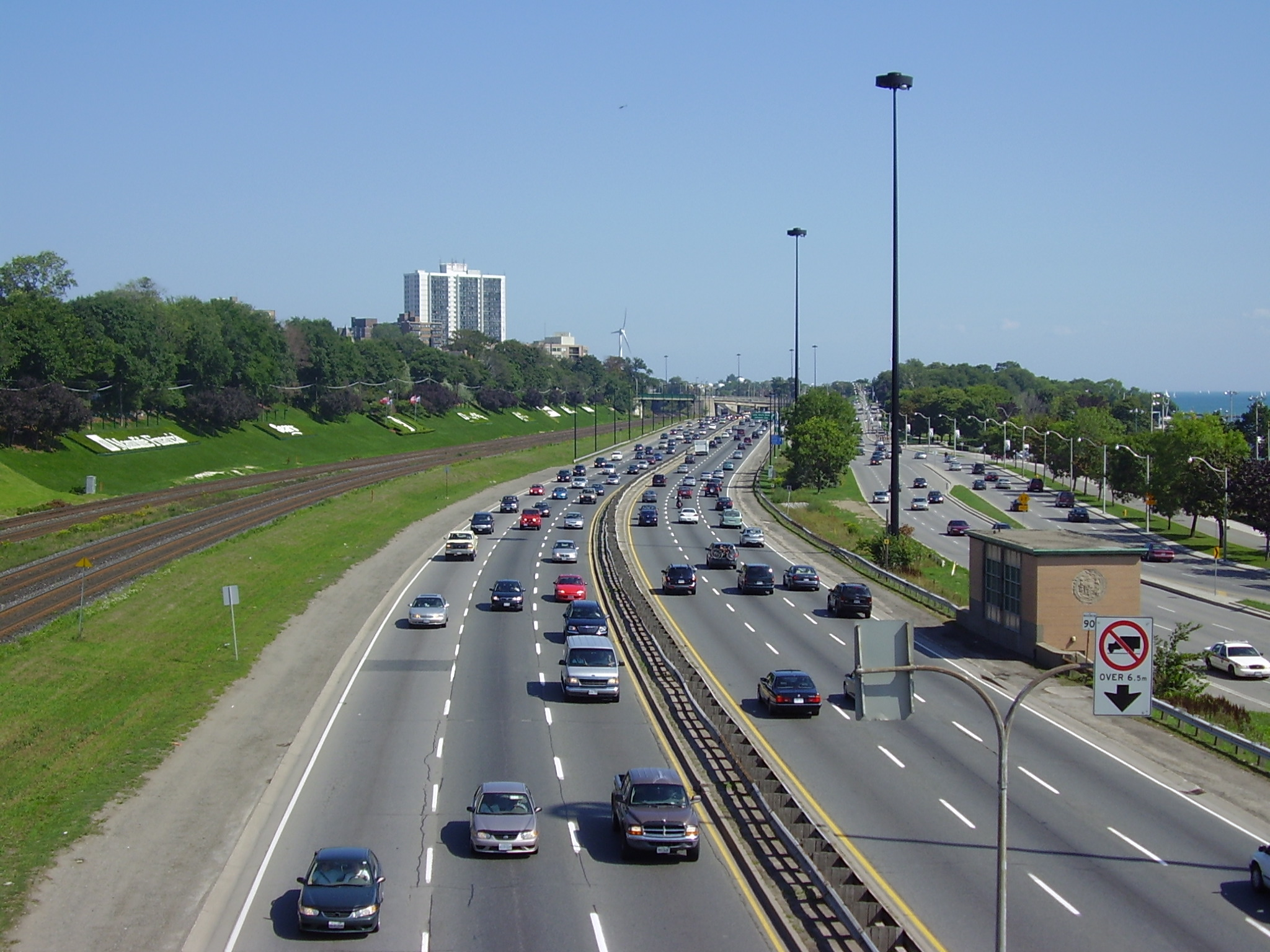
Vista da Gardiner Expressway.

A Gardiner Expressway, conhecida localmente como The Gardiner, é uma via expressa que corre desde o sul do centro financeiro de Toronto até os subúrbios ocidentais da cidade. É uma via expressa municipal, sendo administrada pela cidade de Toronto. Conecta-se com a Don Valley Parkway no seu término leste, e com a Highway 427 e a Queen Elizabeth Way no seu término oeste. Como uma das principais vias de transporte de Toronto, conectando o centro financeiro da cidade com seus subúrbios do oeste (primariamente Mississauga), a Gardiner Expressway é palco de congestionamentos frequentes, especialmente na hora do rush. 
Por correr próxima ao longo do litoral da cidade, a via expressa é considerada por muitos como um desastre de planejamento urbano, separando a cidade de seu litoral com o Lago Ontário. Soluções para o problema, tais como o tunelamento da via expressa, porém, são improváveis mesmo a longo prazo.